# Касабе
Каса́бе — це тонкий коржик, виготовлений із гіркого кореня маніоки без закваски. Спочатку його готували корінні народи араваки та кариби, тому що ці корені були звичайною рослиною дощових лісів, де вони жили. У східній Венесуелі багато груп корінного населення все ще роблять касабе. Це їхній головний продукт як хліб. Корінні громади, такі як Ye-Kuana, Kari-Ña, яномама, Guarao або варау, що походять від націй Caribe або Arawac, досі готують касабе.

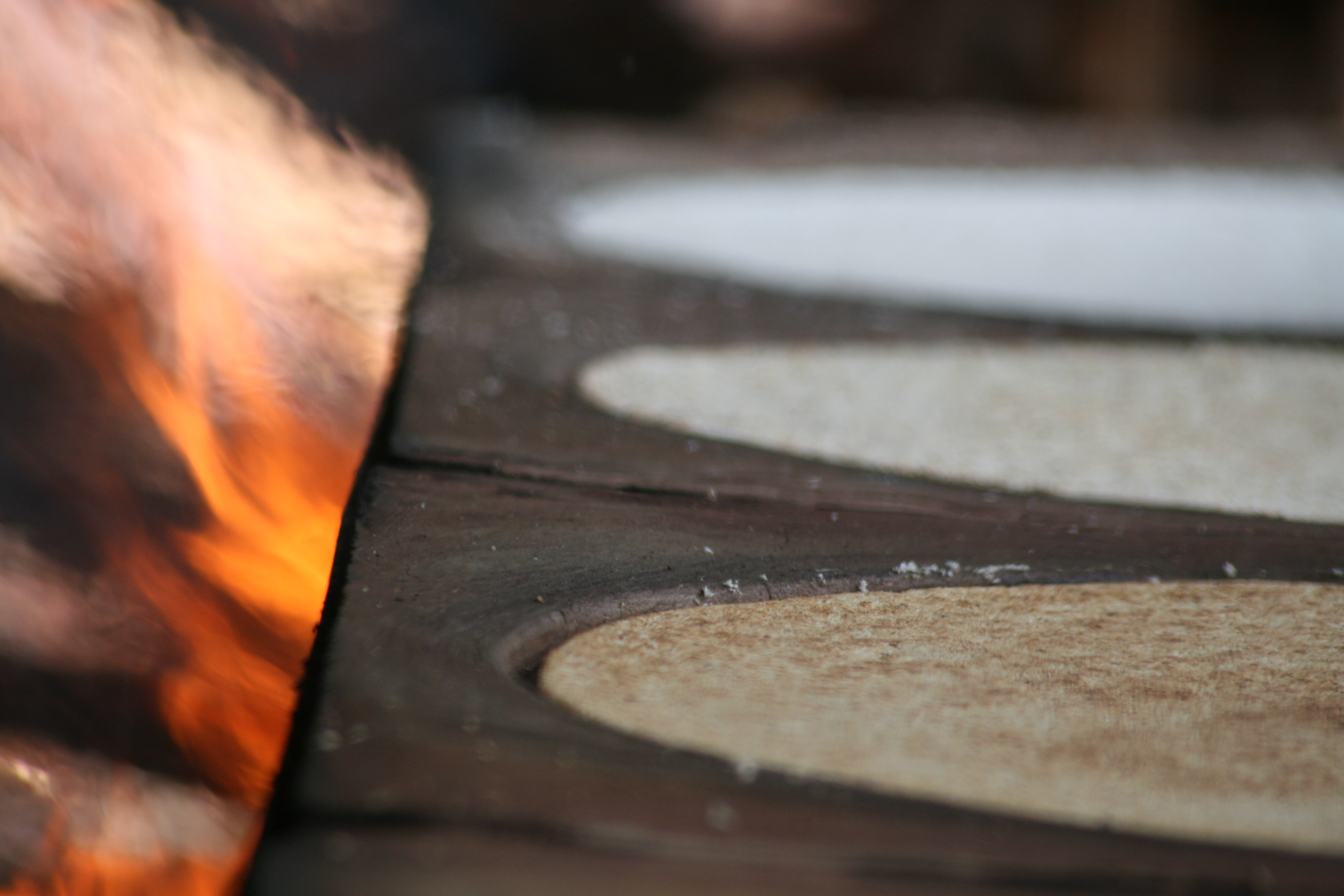
Випікання касабе в невеликій комерційній пекарні

Щоб зробити касабе, крохмалистий корінь гіркої маніоки подрібнюють до кашки, а потім віджимають, щоб випустити молочну гірку рідину під назвою уаре. Це виносить із м'якоттю отруйні речовини. Традиційно це віджимання виконують у себукані, завдовжки від 8 до 12-футів (3,7 м) трубчастого сита під тиском, сплетеного у вигляді характерного гвинтового візерунка з пальмового листя. Себукан зазвичай підвішують до гілки дерева або стелі, і він має закрите дно з петлею, яка прикріплена до фіксованої палиці або важеля, який використовується для розтягування себукана. Коли важіль натискається вниз, розтягуючи себукан, спіральний візерунок плетіння змушує ситечко видавлювати м'якоть всередину. Це схоже на дію китайської пастки для пальців. М'якоть розкладається на тонкі круглі коржі діаметром приблизно 2 фути (0,61 м) на бударе для запікання або підсмажування.
Тонкі та хрусткі коржі касабе часто розламують і їдять як крекери. Як і хліб, касабе можна їсти окремо або з іншими стравами. Товстіші касабе зазвичай їдять злегка зволоженими. Кількох крапель рідини достатньо, щоб перетворити сухе касабе на м'який гладкий хліб.